# Lovington (Nouveau-Mexique)
Pour les articles homonymes, voir Lovington (homonymie).
La ville de Lovington est le siège du comté de Lea, situé dans le Nouveau-Mexique, aux États-Unis.